# Townsend-Ziesel
Der Townsend-Ziesel (Urocitellus townsendii, Syn.: Spermophilus townsendii) ist eine Hörnchenart aus der Gattung Urocitellus. Er kommt endemisch im Süden des amerikanischen Bundesstaats Washington vor.

## Merkmale
Der Townsend-Ziesel erreicht eine Kopf-Rumpf-Länge von etwa 20,0 bis 23,2 Zentimetern, der Schwanz wird etwa 32 bis 54 Millimeter lang und ist damit deutlich kürzer als der restliche Körper. Das Gewicht liegt bei 125 bis 175 Gramm, wobei die Männchen etwas schwerer als die Weibchen sind. Die Tiere haben eine einfarbige blass rauchgraue Rückenfärbung mit einer rosa-sandfarbenen Einwaschung. Die Wangen und die Hinterbeine haben eine leichte rötliche bis rostrote Tönung, der Bauch ist weiß bis creme-weiß und ebenfalls rosa-sandfarben getönt. Der Schwanz ist an der Oberseite rauchgrau und besitzt unterseits einen zimtbraunen Farbton.

## Verbreitung
Der Townsend-Ziesel kommt endemisch im Süden des amerikanischen Bundesstaats Washington nördlich und westlich des Columbia River vor. Das Verbreitungsgebiet ist auf das Yakima River Valley westlich des Yakima River und die südlich davon angrenzenden Horse Heaven Hills begrenzt, die Gesamtfläche beträgt weniger als 7000 km2

## Lebensweise
Der Townsend-Ziesel ist tagaktiv und lebt in trockenen Habitaten mit spärlicher Vegetation und bewässerten Böden, die durch den Wüsten-Beifuß (Artemisia tridentata; „sagebrush“) geprägt ist. Daneben kommt er in landwirtschaftlich genutzten Flächen des Verbreitungsgebietes vor. Er ist primär herbivor und die Nahrung besteht wie bei anderen Erdhörnchen vor allem aus verschiedenen Pflanzenteilen wie Knospen, Sprossen und Blättern sowie Samen, hinzu kommen gelegentlich Insekten. Die Tiere leben wie andere Erdhörnchen am Boden und in unterirdischen Bauen. Die Tiere überwintern vom späten Mai oder Juni bis zum späten Januar oder März, wobei die erwachsenen Männchen früher mit der Überwinterung beginnen als die Weibchen und Jungtiere.
Die Paarungszeit beginnt nach dem Erwachen der Tiere ab Februar. Die Weibchen gebären im März einen Wurf von vier bis 16 Jungtieren in einer Nestkammer im Bau (wobei die Anzahlen nach Embryonenzählungen gefangener Weibchen abgeschätzt wurden). Die Jungtiere verlassen nach etwa vier Wochen im späten März bis April den Bau. Die wichtigsten Fressfeinde für den Townsend-Ziesel sind Silberdachse (Taxidea taxus) sowie wahrscheinlich Kojoten (Canis latrans), Greifvögel und der Kolkrabe (Corvus corax).

## Systematik
Der Townsend-Ziesel wird als eigenständige Art innerhalb der Gattung Urocitellus eingeordnet, die aus zwölf Arten besteht. Die Art wurde lange als Teil der Ziesel und darin innerhalb der Untergattung Spermophilus eingeordnet. Nach einer umfassenden molekularbiologischen Untersuchung wurden die Art jedoch gemeinsam mit mehreren weiteren Arten der nun eigenständigen Gattung Urocitellus zugeordnet. Die wissenschaftliche Erstbeschreibung stammt von dem amerikanischen Zoologen John Bachman aus dem Jahr 1839. Er beschrieb die Art als Spermophilus townsendii anhand von Individuen aus der Umgebung von Wallula am Walla Walla River nahe dem Zusammenfluss mit dem Columbia River im Walla Walla County, Washington. Die Benennung der Art erfolgte nach dem amerikanischen Naturforscher John Kirk Townsend (1809–1851), der vor allem als Sammler und Präparator bekannt wurde und vor allem mit John James Audubon in regem Austausch stand.
Innerhalb der Art werden gemeinsam mit der Nominatform zwei Unterarten unterschieden:
- Urocitellus townsendii townsendii: Nominatform; südlich des Yakima River und nördlich des Columbia River, die Form hat eine Chromosomenzahl von 2n = 38.
- Urocitellus townsendii nancyae: nördlich des Yakima River und westlich des Columbia River, die Form hat eine Chromosomenzahl von 2n = 36.

Ursprünglich wurden sowohl der Merriam-Ziesel (Urocitellus canus) wie auch der Piute-Ziesel (Urocitellus mollis) dem Townsend-Ziesel zugeschlagen, diese werden heute jedoch als eigenständige Arten betrachtet.

## Status, Bedrohung und Schutz
Der Townsend-Ziesel wird von der International Union for Conservation of Nature and Natural Resources (IUCN) als gefährdet (vulnerable) eingeordnet. Begründet wird dies durch das sehr kleine Verbreitungsgebiet von nur etwa 6700 km2, die starken Rückgänge der nutzbaren Habitate, die auf etwa 10 % der ursprünglichen Gebiete zurückgegangen sind sowie die starke Fragmentierung der damit isolierten Populationen. Regional wird die Art als Schädling betrachtet und bekämpft.

## Belege
1. 1 2 3 4 5 6 7 8 9  Richard W. Thorington Jr., John L. Koprowski, Michael A. Steele: Squirrels of the World. Johns Hopkins University Press, Baltimore MD 2012, ISBN 978-1-4214-0469-1, S. 363–364.
2. 1 2 3 4  Urocitellus townsendii in der Roten Liste gefährdeter Arten der IUCN 2015.4. Eingestellt von: E. Yensen, NatureServe (G. Hammerson), 2008. Abgerufen am 19. Mai 2016.
3. ↑  Matthew D. Herron, Todd A. Castoe, Christopher L. Parkinson: Sciurid phylogeny and the paraphyly of holarctic ground squirrels (Spermophilus). Molecular Phylogenetics and Evolution 31, 2004; S. 1015–1030. (Volltext (Memento des Originals vom 17. April 2015 im Internet Archive)  Info: Der Archivlink wurde automatisch eingesetzt und noch nicht geprüft. Bitte prüfe Original- und Archivlink gemäß Anleitung und entferne dann diesen Hinweis., PMID 15120398)
4. ↑  Kristofer M. Helgen, F. Russell Cole, Lauren E. Helgen, Don E. Wilson: Generic Revision in the holarctic ground squirrels genus Spermophilus. Journal of Mammalogy 90 (2), 2009; S. 270–305. doi:10.1644/07-MAMM-A-309.1
5. 1 2 3  Spermophilus (Spermophilus) townsendii In: Don E. Wilson, DeeAnn M. Reeder (Hrsg.): Mammal Species of the World. A taxonomic and geographic Reference. 2 Bände. 3. Auflage. Johns Hopkins University Press, Baltimore MD 2005, ISBN 0-8018-8221-4.
6. ↑  Eric A. Rickert: Spermophilus townsendii. Mammalian Species 268, 1987; S. 1–6. (Volltext (Memento des Originals vom 15. März 2016 im Internet Archive)  Info: Der Archivlink wurde automatisch eingesetzt und noch nicht geprüft. Bitte prüfe Original- und Archivlink gemäß Anleitung und entferne dann diesen Hinweis.)
7. ↑  Bo Beolens, Michael Watkins, Michael Grayson: The Eponym Dictionary of Mammals. Johns Hopkins University Press, 2009, ISBN 978-0-8018-9304-9, S. 416.